# Pierre Schori
Jean-Pierre Olov Schori, född 14 oktober 1938 i Norrköpings Matteus församling i Östergötlands län, är en svensk politiker (socialdemokrat), diplomat och författare.

## Biografi
Pierre Schori är uppväxt i Malmö som son till Cesar, fransktalande schweizare, och Greta Schori, från Vimmerby. Föräldrarna drev Hotell Norrvalla på Norra Vallgatan.
Schori var kabinettssekreterare 1982–1991, riksdagsledamot 1991–1999, biträdande utrikesminister (biståndsminister) 1994–1999, ledamot av Europaparlamentet 1999–2000 och chef för Sveriges FN-representation i New York (FN-ambassadör) 2000–2004. Han var gästprofessor på Adelphi University i New York 2004–2005. Han var från 1 april 2005 FN:s speciella sändebud i Elfenbenskusten.
Pierre Schori ledde EU:s utsända valövervakare i Zimbabwe 2002. Året därpå var han påtänkt som FN-administratör i Kosovo, men efter protester från USA gick tjänsten honom förbi. Från mars 2007 är han knuten som expert till den spanska tankesmedjan FRIDE.
Pierre Schori har också varit ordförande i Svenska judoförbundet. Han är gift sedan 1972 med Maud Edgren Schori.
I första delen av Olof Frånstedts memoarer Spionjägaren (2013) pekas Schori och Anders Thunborg ut som uppgiftslämnare till IB under sina tjänstgöringar som internationella sekreterare i Socialdemokratiska partiet.

### Säkerhetspolitik
Pierre Schori är motståndare till svenskt medlemskap i NATO och har skrivit: "Som medlem i Nato skulle det vara näst intill omöjligt för Sverige att fortsätta sin politik för en nordisk kärnvapenfri zon, avskaffande av alla kärnvapen och det målinriktade arbete för avspänning, förtroendeskapande åtgärder och nedrustning".
Schori menar att Sverige i flera odemokratiska beslut, i realiteten utan debatt, steg för steg gått mot att göra Sverige till ett Natoland. Genom deltagandet i Natos krig i Afghanistan skräddarsydde Sverige försvaret efter Natos behov och genom deltagande i olika Nato-övningar höll Sverige på att smyganslutas till Nato.

## I populärkulturen
I Jan Guillous Hamilton-romaner förekommer Pierre Schori lätt maskerad som den intelligente diplomaten och kabinettssekreteraren Peter Sorman. Likaså i Anders Jallais romaner om Anton Modin förekommer en UD-diplomat och kabinettssekreterare vid namn Pierre Sorman.